# クヌース賞金小切手

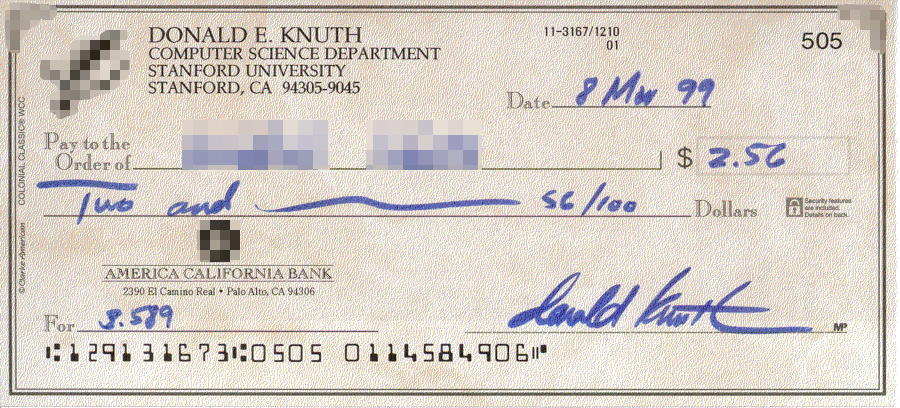
ドナルド・クヌースにより個別にデザインされた賞金小切手の一つ

クヌース賞金小切手（クヌースしょうきんこぎって、英語: Knuth reward checks）は、計算機科学者ドナルド・クヌースが、彼の出版物の誤りを発見したり多大な提案をしたりした者に贈っている、小切手もしくは小切手を模した証明書である。MITテクノロジーレビューによれば、この小切手は「コンピューター業界で最も賞賛されるトロフィー」である。

## 歴史

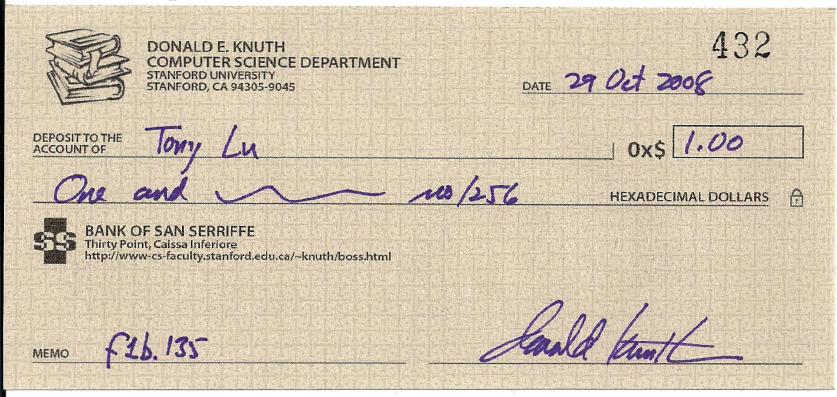
「サンセリフ銀行」の小切手

当初、クヌースは実際に換金可能な小切手を送っていた。しかし、クヌースから送られた小切手の写真を公開する者が多く、換金可能な小切手の写真を詐欺に悪用されるおそれが増していたため、2008年10月にこれをやめた。代わりに、架空の国サンセリフに「サンセリフ銀行」(Bank of San Serriffe) という架空の銀行を設立し、ここに、2006年以降に誤りを発見した全ての人のための口座を開設することとした。クヌースは、換金可能な小切手の代わりに "十六進数の証明書"を送っている。2001年10月現在、クヌースは2,000枚以上の小切手を発行したと報告しており、小切手1枚当たりの平均の金額は8ドルを超えている。 2005年3月までにクヌースが署名した（換金可能な）小切手の合計額は2万ドルを超えていた。ただし、これらの小切手は実際にはほとんど換金されておらず、多くは額縁に入れられ、「自慢する権利」(bragging rights)のために保持されている。

## 金額
彼の出版物の序文やウェブサイトで、技術的・タイポグラフィー的・歴史的のいずれであっても、出版された書籍の誤りを最初に見つけた人に2.56ドルの報酬を提供すると表明している。クヌースは、2.56ドルは256セントで、これは「1ヘキサデシマルドル」（十六進法ドル）に相当すると説明している。「価値のある提案」には32セント、つまり書籍の誤りの1/8（0.2ヘキサデシマルドル、20ヘキサデシマルセント）が贈られる。以前の本では、報酬額はもっと少なかった。例えば、The Art of Computer Programming第1巻の第2版で2.00ドルが贈られた。
クヌースが開発したTeXとMetafontのプログラム（著書の誤りとは区別される）で見つかったコーディングエラーの賞金の金額は、小麦とチェス盤問題に由来する大胆な計画に従って決められる.。最初は2.56ドルから始まり、327.68ドルに達するまで毎年倍増した。
小切手の備考欄には、著書名を表す記号とページ番号が記載される。"1.23"は、第1巻の23ページの誤りを示す。"(1.23)"は、そのページの貴重な提案を示す。記号"Θ"は『Things a Computer Scientist Rarely Talks About』を、"KLR"は『Mathematical Writing』（Knuth、Larrabee、Robertsの共著）を、"GKP"と"CM"は『Concrete Mathematics』（Graham、Knuth、Patashnikの共著）を、"f1"はfascicle 1を、"CMT"は『Computer Modern Typefaces』を、"DT"は『Digital Typography』を、"SN"は『Surreal Numbers』を、"CWEB"は『The CWEB System of Structured Documentation』を、"DA"は『Selected Papers on Design of Algorithms』を、"FG"は『Selected Papers on Fun and Games』を"MM"は『MMIXware - A RISC Computer for the Third Millennium』を表す。

## 遅延
読者が著書やプログラムで間違いを見つけても、クヌースがすぐに応答できないことがよくある。遅れが数年に及ぶ場合がいくつかあった。例えば、クヌースは1996年7月1日に、1981年の夏以降に『The Art of Computer Programming』について報告された誤りに対して、250通以上の手紙（125件は小切手を含む）を送付した。これらのうちのいくつかは2006年5月時点で未請求である。クヌースは、すぐに返信することができない場合、賞金に複利で5%の利子を加える。